# Precious Mustapha
Pour les articles homonymes, voir Mustapha.
Precious Mustapha, née le 13 avril 1997 à Hackney (Londres), est une actrice britannique. À partir de 2021, elle incarne Aisha dans la série Netflix Destin : La Saga Winx.

## Filmographie
- 2019 : Les Enquêtes de Morse : Lucy Paroo
- 2020 : The Stranger : élève #1
- 2021 - 2022 : Destin : La Saga Winx : Aisha (en cours)
- 2021 : Code 404 : Roxy Millikan (3 épisodes)
- À venir : The Power : Marissa (5 épisodes)